# Rene Mihelič
Rene Mihelič est un footballeur international slovène né le 5 juillet 1988 à Maribor.

## Palmarès

### NK Maribor
- Champion de Slovénie en 2009
- Vainqueur de la Coupe de Slovénie en 2010
- Vainqueur de la Supercoupe de Slovénie en 2009
- Vainqueur de la Coupe Intertoto en 2006

### Debrecen VSC
- Champion de Hongrie en 2014

### Chennaiyin FC
- Vainqueur de l'Indian Super League en 2018